# Уитт, Роберт
Ро́берт Уитт (англ. Robert Whytt; 6 сентября 1714, Эдинбург — 15 апреля 1766, Эдинбург) — британский шотландский врач и учёный-медик.

## Биография
Родился в 1714 году в Эдинбурге через шесть месяцев после кончины отца-адвоката. Получил образование в университете Сент-Эндрюс и Эдинбургском университете. В молодом возрасте, после смерти старшего брата Джорджа, унаследовал семейное поместье. В 1734 году для продолжения образования отправился в Лондон, а оттуда в Париж и Лейден. Получил степень доктора медицины в 1736 году в Реймсе. В 1737 году эта степень была подтверждена университетом Сент-Эндрюс. В 1738 году 24-летний Уитт получил право вести в Эдинбурге врачебную практику.
В 1747 году стал профессором теории медицины в Эдинбургском университете. В 1752 году Уитт был избран членом Лондонского королевского общества, а в 1761 году — назначен Первым врачом короля Георга III в Шотландии — должность, созданная специально для него. 1 декабря 1763 года Уитт был избран президентом Королевского колледжа врачей Эдинбурга.
Как учёный, Уитт существенно продвинулся в изучении нервной системы человека и животных, внеся важный вклад в историю того, что сейчас называют нейрофизиологией. Эксперименты Уитта на лягушках позволили опровергнуть теории Рене Декарта и Альбрехта фон Галлера.
Уитт опроверг и так называемый анимизм, здесь — учение Георга Эрнста Шталя, предполагавшее, в частности, что душа является причиной непроизвольных (рефлекторных) движений. Он также изучал реакцию зрачка глаза на свет (миоз и мидриаз); отстаивал ключевую роль спинного мозга в рефлекторной реакции организма на раздражители.
Помимо этого, написал целый ряд работ, касающихся «истерии» и нервных болезней, по большей части закономерно устаревших.
Наряду с научными исследованиями, продолжал заниматься врачебной практикой. В 1768 году Уиттом была опубликована статья о случае туберкулёзного менингита, от которого скончался один из его пациентов, и который сам Уитт назвал «водянкой мозга», но связь между менингитом, туберкулёзом и его возбудителем не была выявлена до XIX века.
Уитт был дважды женат, имел шестерых доживших до взрослого возрасте детей (все — от второго брака). Писатель Роберт Льюис Стивенсон был его правнуком. Изобретатель карронады Роберт Мелвилл — племянником (сыном сестры).
Скончался Уитт в 1766 году в Эдинбурге и был похоронен там же в церкви Грейфрайерс.